# セクストン自走砲
セクストン (25-pdr SP, tracked, Sexton) は、第二次世界大戦中のカナダで開発された自走砲である。
“セクストン”(Sexton)とは教会に勤める使用人（寺男）の意。

## 概要
アメリカ合衆国より提供された戦車の車体を用い、イギリス軍向けにカナダで製造された。イギリス軍のほかにも、連合軍に所属する国に配備された。
イギリス軍の用いていたQF 25ポンド砲に機動力を与えるために開発され、1943年からはM3中戦車の車体を流用した105mm自走砲M7プリーストに代えて装備された。これらの車輌は、1942年から一時的処置として装備されていた、バレンタイン歩兵戦車の車体を流用して作られたビショップ自走砲に代わるものであった。

## 開発と運用

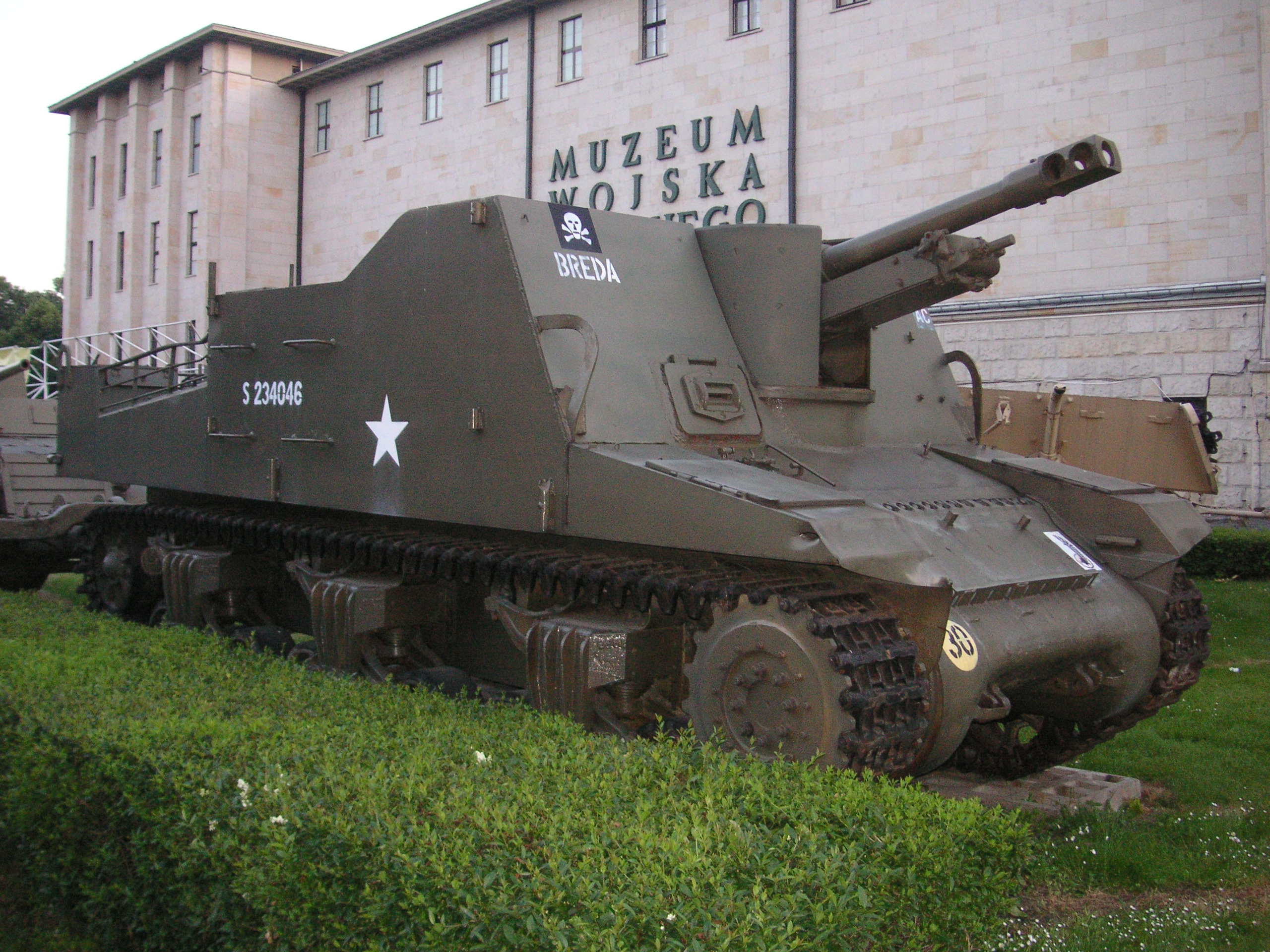
ワルシャワのポーランド陸軍博物館に展示されている、ポーランド第11機甲師団に配備されていたセクストンII
（2005年の撮影）

1942年、アメリカでは北アフリカで戦う数個のイギリス軍部隊向けに、M7 プリースト自走砲の生産と供給を行った。イギリス軍砲兵隊は、M7の機動性能が戦車並みであることに満足したが、M7はアメリカ製のM101 105mm榴弾砲を用いたため、イギリス軍の用いるQF 25ポンド砲の弾薬が使えず、補給上に問題があった。このため、アメリカではQF 25ポンド砲を搭載したT51を試作したが、初回の射撃試験で試作車の砲架が壊れ、計画が遅延した。
一方、カナダ軍の弾薬補給を担当していた技術設計部門では、独自に25ポンド砲を搭載する自走砲を設計していた。1942年6月23日にはM3中戦車のカナダ生産版であるラム巡航戦車に搭載が完了した。試験後、カナダ政府は124両の生産を命じた。試作車はイギリスへ運輸されて試験を受けた。この試験の結果、本車の性能は満足すべきものであることが確かめられた。そこで、1943年5月、本車はセクストンと命名され、同年夏にはイギリス政府がカナダに300両を発注した。生産車両にはラム巡航戦車（M3中戦車のカナダでの派生型）の車体と、グリズリー巡航戦車（M4中戦車のカナダでの派生型）の車体が用いられた。セクストンIはラムの車体を、セクストンIIはグリズリーの車体を用いている。イギリス政府は、合計で2,026両のセクストンIIを生産するよう求めた。
1943年から1945年にかけ、カナダのモントリオール・ロコモティブ・ワークスは計2,150両のセクストンを製造し、これらはカナダ軍とイギリス軍に配備された。
セクストンは1943年9月から実戦投入され、初陣はイタリアの第8軍が飾った。さらに、フランス侵攻戦で活躍し、ノルマンディー上陸作戦を皮切りにヨーロッパ北西の作戦で投入された。ノルマンディー上陸作戦時、揚陸艦に積載されたうちいくつかのセクストンは、艦上における砲撃の正確さがわからなかったものの、海岸に接近した際に艦上からの火力支援を命じられた。
ドイツ軍が直接射撃に自走砲を投入したのと異なり、イギリス軍とカナダ軍では、自走砲を間接射撃にのみ用いた。セクストンは前線から適切に距離を置いて配置され、観測班を用いて敵部隊に砲火を誘導した。
セクストンの出自は混乱していたが、信頼性のある兵器とパーツを組み合わせ、有効なデザインを持つ兵器であった。イギリス軍は1956年までセクストンを用いた。

## 派生型

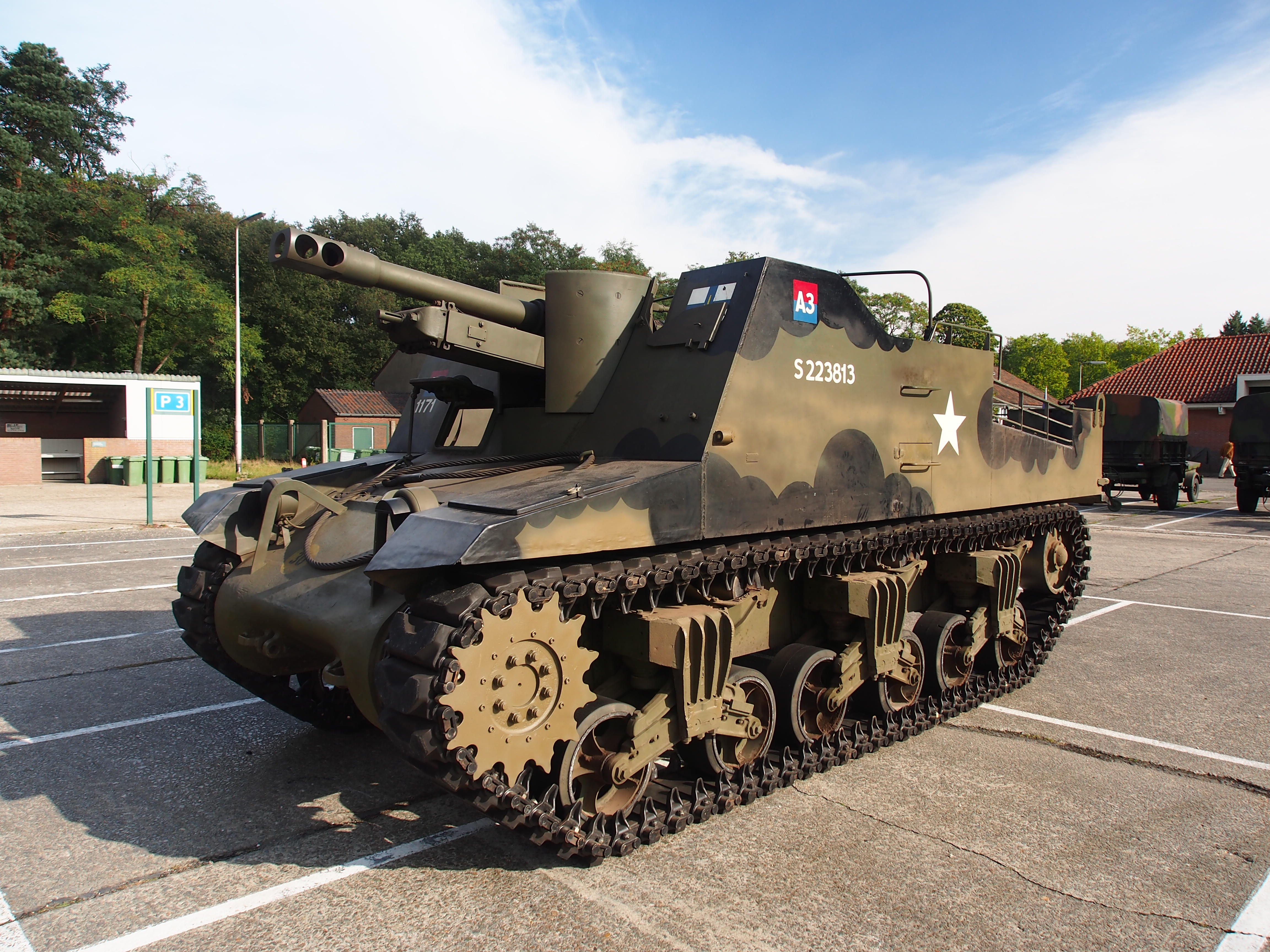
現存するセクストンI自走砲（S223813号車）
オランダのアメルスフォールトにある騎兵隊博物館の所蔵品
（2013年10月5日の撮影）

セクストンI
初期生産型の125両。ラム巡航戦車の車体を用いて製造された。
セクストンII
後期生産型。補助発電機とバッテリーを搭載するための箱が後部機関室上に追加され、グリズリー巡航戦車の車体を用いて製造された。
セクストンGPO (Gun Position Officer)
砲兵隊用の指揮車両型。砲を撤去し、無線装備と指揮用のスペースを確保、砲兵の砲撃を統制する。

## イェランバ自走砲

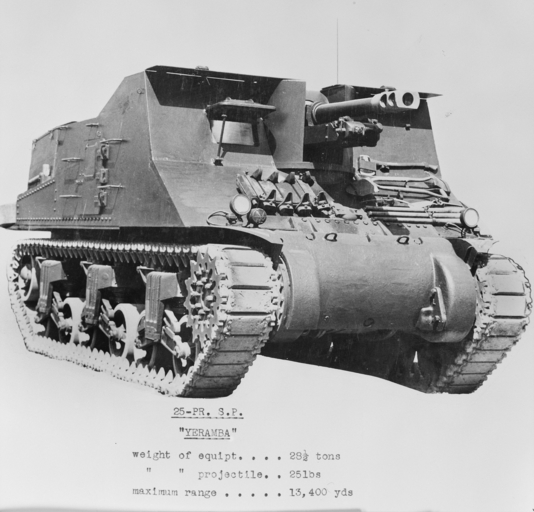
イェランバ自走砲（試作車）

第二次世界大戦後、オーストラリア陸軍は余剰のM3中戦車を改造する形で、セクストンとほぼ同一の自走砲を製造し、イェランバ 25ポンド自走砲（SP,25-pdr, Yeramba）として13輌製作し、1956年まで使用した。“イェランバ”とはアボリジニ語で「投槍器」の意味である。
イェランバ自走砲はセクストンとよく似ているが、戦闘室の側面にドアがあることが異なる。イェランバ自走砲の実車はオーストラリア陸軍戦車博物館に展示されている。

## 登場作品

### ゲーム
『Call of War』
　   連合ドクトリンの自走砲レベル3"教会堂管理人"として登場
『R.U.S.E.』
イギリスの自走砲として登場。
『World of Tanks』
イギリス自走砲Sexton I・Sexton IIとして登場。
『トータル・タンク・シミュレーター』
英国の改自走砲SEXTONとして登場。
『バトルフィールド1942』
カナダ軍の自走砲として登場する。